# Elis Wiklund
Elis Wiklund (ur. 12 grudnia 1909 w Ullånger, zm. 15 marca 1982 w Sollefteå) – szwedzki biegacz narciarski, złoty medalista olimpijski oraz złoty medalista mistrzostw świata.

## Kariera
Igrzyska w Garmisch-Partenkirchen w 1936 roku był pierwszymi i zarazem ostatnimi igrzyskami w jego karierze. W swoim jedynym starcie na tych igrzyskach, w biegu na 50 km techniką klasyczną wywalczył złoty medal. Pozostałe miejsca na podium również zajęli reprezentanci Szwecji: Axel Wikström był drugi, a brązowy medal zdobył Nils-Joel Englund.
W 1934 roku wystartował na mistrzostwach świata w Sollefteå, gdzie również okazał się najlepszy na dystansie 50 km stylem klasycznym. Englund zajął tym razem drugie miejsce, a brąz wywalczył Olli Remes z Finlandii. Startował także na mistrzostwach świata w Cortina d’Ampezzo w 1941 roku. Podczas spotkania we francuskim mieście Pau, FIS zadecydowała jednak, że wyniki z tych mistrzostw nie będą oficjalnie uznawane, gdyż liczba zawodników była zbyt mała.

## Osiągnięcia

### Igrzyska olimpijskie
| Miejsce | Dzień     | Rok  | Miejscowość            | Konkurencja             | Wynik     | Strata | Zwycięzca |
| ------- | --------- | ---- | ---------------------- | ----------------------- | --------- | ------ | --------- |
| 1.      | 15 lutego | 1936 | Garmisch-Partenkirchen | 50 km stylem klasycznym | 3:30:11 h | –      | –         |

### Mistrzostwa świata
| Miejsce | Dzień     | Rok  | Miejscowość  | Konkurencja             | Czas biegu | Strata | Zwycięzca         |
| ------- | --------- | ---- | ------------ | ----------------------- | ---------- | ------ | ----------------- |
| 1.      | 24 lutego | 1934 | Sollefteå    | 50 km stylem klasycznym | 4:06:43    | –      | –                 |
| 22.     | 15 lutego | 1935 | Vysoké Tatry | 18 km stylem klasycznym | 1:27:58    | +13:17 | Nils-Joel Englund |
| 7.      | 17 lutego | 1935 | Vysoké Tatry | 50 km stylem klasycznym | 4:14:23    | +24:01 | Nils-Joel Englund |
| 21.     | 27 lutego | 1938 | Lahti        | 50 km stylem klasycznym | 4:06:09    | +25:43 | Kalle Jalkanen    |